# Benedetto di Tommaso Biffoli

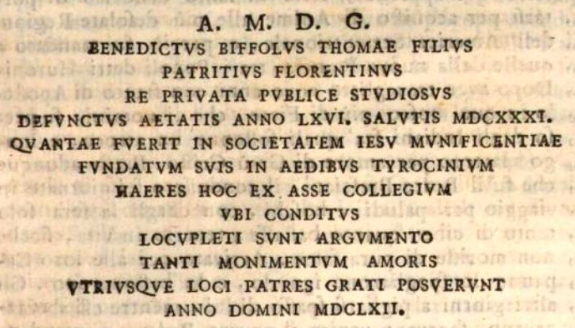
Transcripción de su inscripción sepulcral en la obra: Notizie Istoriche delle Chiese Fiorentine (1754)

Benedetto di Tommaso Biffoli (1565-1631) fue un patricio de Florencia, conocido por sus donaciones a la Compañía de Jesús.

## Biografía
Fue hijo de Tommaso Biffoli y de su esposa, Maria di Lapo del Tovaglia. Por parte paterna, pertenecía a una importante familia oriunda de Ginestreto asentada en Florencia al menos desde mediados del siglo XVI. Su abuelo paterno, Agnolo había sido designado senador de Florencia por Cosme I en 1563.
Entre 1629 y 1631 realizó distintas disposiciones testamentarias a favor del Colegio de San Juan  Evangelista de Florencia, regido por la Compañía de Jesús. Entre los bienes donados se encontraba el conocido como Oratorio del Salvador en el Borgo Pinti, en la parte norte de la ciudad, enclavado en una residencia de su propiedad.

Murió en 1631, siendo enterrado en el altar mayor de la iglesia de San Giovannino, parte del Colegio de San Juan Evangelista, bajo la siguiente inscripción colocada en 1662:
A. M. D. G.
BENEDICTVS BIFFOLVS THOMAE FILIVS
PATRITIVS FLORENTINVS
RE PRIVATA PVBLICE STVDIOSVS
DEFVNCTVS AETATIS ANNO LXVI. SALVTIS MDCXXXI.
QVANTAE FVERIT IN SOCIETATEM IESV MVNIFICENTIAE
FVNDATVM SVIS IN AEDIBVS TYROCINIVM
HAERES HOC EX ASSE COLLEGIUM
VBI CONDITVS
LOCVPLETI SVNT ARGUMENTO
TANTI MONIMENTVM AMORIS
VTRIVSQVE LOCI PATRES GRATI POSVERVNT
ANNO DOMINI MDCLXII.
(En español, A la Mayor Gloria de Dios (A.M.D.G.)
Benedicto Biffoli, hijo de Tomás,
noble florentino,
dedicado en lo privado al estudio público,
falleció a la edad de 66 años, en el año de gracia de 1631.
Tal fue su generosidad hacia la Compañía de Jesús
que se fundó un noviciado en su propia casa.
Su heredero fundó por completo este colegio,
donde él fue sepultado.
La prosperidad de ambos lugares es prueba
de este gran monumento de amor.
Los Padres de ambos sitios, agradecidos, colocaron [esta lápida] en el año del Señor 1662.)
Al año siguiente los jesuitas fundarían el noviciado del Salvador dando cumplimiento al testamento de Benedetto.